# Walerian Stanisław Judycki
Walerian Stanisław Judycki herbu Radwan odmienny (zm. w sierpniu 1673 w Grodnie) – biskup metoneński w 1669 roku, duchowny referendarz wielki litewski od 1670/1671 roku, pisarz wielki litewski w 1657 roku, regent kancelarii mniejszej w 1655 roku, archidiakon wileński, kanonik i kustosz wileński, prepozyt trocki. 
Był deputatem duchownym na Trybunał Skarbowy Wielkiego Księstwa Litewskiego w 1659 roku.  Był elektorem Michała Korybuta Wiśniowieckiego w 1669 roku z województwa trockiego, podpisał jego pacta conventa.